# Onda mu

Amostra de um segundo de oscilações alfa de uma eletroencefalografia. Esse ritmo ocorre em frequências semelhantes às do ritmo mu, embora as oscilações alfa sejam detectadas em uma parte diferente do cérebro.

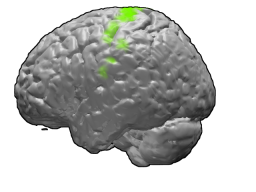
O córtex motor esquerdo, ou BA4, está destacado em verde nesta vista lateral esquerda do cérebro. Essa é a área na qual os ritmos mu são detectados bilateralmente.

O ritmo sensório-motor mu, também conhecido como onda mu, ritmos em pente ou em postigo ou ritmos arciformes, são ondas cerebrais de atividade elétrica que envolvem um grande número de neurônios, provavelmente do tipo piramidal, na parte do cérebro que controla o movimento voluntário. Esses padrões, medidos por eletroencefalografia (EEG), magnetoencefalografia (MEG) ou eletrocorticografia [en] (ECoG), repetem-se a uma frequência de 7,5-12,5 (e principalmente 9-11) Hz e são mais proeminentes quando o corpo está fisicamente em repouso. Ao contrário da onda alfa [en], que ocorre em uma frequência semelhante no córtex visual em repouso na parte posterior do couro cabeludo, o ritmo mu é encontrado no córtex motor, em uma faixa que vai aproximadamente de orelha a orelha. As pessoas suprimem os ritmos mu quando realizam ações motoras ou, com a prática, quando visualizam a realização de ações motoras. Essa supressão é chamada de dessincronização da onda porque as formas de onda da EEG são causadas por um grande número de neurônios que disparam em sincronia. O ritmo mu é até mesmo suprimido quando se observa outra pessoa realizando uma ação motora ou um movimento abstrato com características biológicas. Pesquisadores como Vilayanur S. Ramachandran e colegas sugeriram que isso é um sinal de que o sistema de neurônios-espelho está envolvido na supressão do ritmo mu, embora outros discordem.
O ritmo mu é de interesse de vários estudiosos. Cientistas que estudam o desenvolvimento neural estão interessados nos detalhes do desenvolvimento do ritmo mu na infância e em sua função no aprendizado. Como um grupo de pesquisadores acredita que o transtorno do espectro autista (TEA) é fortemente influenciado por um sistema de neurônios-espelho alterado e que a supressão do ritmo mu é uma indicação posterior da atividade dos neurônios-espelho, muitos desses cientistas despertaram um interesse mais popular na investigação da onda mu em pessoas com TEA. Diversos pesquisadores também estão usando os ritmos mu para desenvolver uma nova tecnologia: a interface cérebro-computador (BCI). Com o surgimento dos sistemas de BCI, os médicos esperam oferecer à população com deficiência física grave novos métodos de comunicação e um meio de manipular e navegar em seus ambientes..

## Neurônios-espelho
O sistema de neurônios-espelho consiste em uma classe de neurônios que foi estudada pela primeira vez na década de 1990 em cinopitecos. Estudos descobriram conjuntos de neurônios que disparam quando esses macacos executam tarefas simples e também quando os macacos veem outros executando as mesmas tarefas simples. Isso sugere que eles desempenham um papel no mapeamento dos movimentos dos outros no cérebro sem realmente executar fisicamente os movimentos. Esses conjuntos de neurônios são chamados de neurônios-espelho e, juntos, formam o sistema de neurônios-espelho. As ondas mu são suprimidas quando esses neurônios disparam, um fenômeno que permite aos pesquisadores estudar a atividade dos neurônios-espelho em humanos. Há evidências de que os neurônios-espelho existem em humanos e em animais não humanos. O giro fusiforme direito, o  lóbulo parietal inferior esquerdo, o lobo parietal anterior direito e o giro frontal inferior esquerdo são de particular interesse. Alguns pesquisadores acreditam que a supressão da onda mu pode ser uma consequência da atividade dos neurônios-espelho em todo o cérebro e representa um processamento integrativo de nível superior da atividade dos neurônios-espelho. Testes em macacos (usando técnicas de medição invasivas) e em humanos (usando EEG e fMRI) descobriram que esses neurônios-espelho não só disparam durante tarefas motoras básicas, mas também têm componentes que lidam com a intenção. Há evidências de um papel importante para os neurônios-espelho em humanos, e as ondas mu podem representar uma coordenação de alto nível desses neurônios-espelho.

## Desenvolvimento
Uma conceituação proveitosa das ondas mu em uso pediátrico é que a supressão da onda mu é uma representação da atividade em andamento no mundo e é detectável nas redes frontal e parietal. Uma oscilação em repouso é suprimida durante a observação de informações sensoriais, como sons ou imagens, geralmente na região cortical frontoparietal (motora). A onda mu é detectável durante a infância, entre quatro e seis meses, quando a frequência de pico da onda pode chegar a 5,4 Hz. Há um rápido aumento na frequência de pico no primeiro ano de vida, e, aos dois anos de idade, a frequência normalmente atinge 7,5 Hz. A frequência de pico da onda mu aumenta com a idade até a maturação na idade adulta, quando atinge sua frequência final e estável de 8-13 Hz. Essas frequências variáveis são medidas como atividade em torno do sulco central, dentro do córtex Rolandic.
Acredita-se que as ondas mu sejam indicativas do desenvolvimento da capacidade de imitação de um bebê. Isso é importante porque a capacidade de imitar desempenha um papel vital no desenvolvimento de habilidades motoras, no uso de ferramentas e na compreensão de informações causais por meio da interação social. A imitação é essencial para o desenvolvimento de habilidades sociais e para a compreensão de sinais não verbais. As relações causais podem ser feitas por meio do aprendizado social sem a necessidade de experiência em primeira mão. Na execução de ações, as ondas mu estão presentes em bebês e adultos antes e depois da execução de uma tarefa motora e da dessincronização que a acompanha. No entanto, durante a execução de uma ação orientada para um objetivo, os bebês apresentam um grau mais alto de dessincronização do que os adultos. Assim como na execução de uma ação, durante a observação da ação, as ondas mu dos bebês não só mostram uma dessincronização, mas mostram uma dessincronização maior em grau do que a evidenciada em adultos. Essa tendência de mudanças no grau de dessincronização, em vez de mudanças reais na frequência, torna-se a medida para o desenvolvimento da onda mu durante toda a vida adulta, embora a maioria das mudanças ocorra durante o primeiro ano de vida. Compreender os mecanismos que são compartilhados entre a percepção e a execução da ação nos primeiros anos de vida tem implicações para o desenvolvimento da linguagem. O aprendizado e a compreensão por meio da interação social vêm da imitação de movimentos e dos sons das vogais. Compartilhar a experiência de prestar atenção a um objeto ou evento com outra pessoa pode ser uma força poderosa no desenvolvimento da linguagem.

### Transtorno do espectro autista (TEA)
O transtorno do espectro autista é um distúrbio associado a déficits sociais e de comunicação. Ainda não foi identificada uma causa única para o transtorno do espectro autista, mas a onda mu e o sistema de neurônios-espelho foram estudados especificamente por seu papel no distúrbio. Em um indivíduo com desenvolvimento normal, o sistema de neurônios-espelho responde quando ele observa alguém realizando uma tarefa ou quando ele mesmo realiza a tarefa. Em indivíduos com transtorno do espectro autista, os neurônios-espelho tornam-se ativos (e, consequentemente, as ondas mu são suprimidas) somente quando o próprio indivíduo executa a tarefa. Essa descoberta levou alguns cientistas, notadamente Vilayanur S. Ramachandran e colegas, a ver o transtorno do espectro autista como um distúrbio na compreensão das intenções e objetivos de outros indivíduos devido a problemas no sistema de neurônios-espelho. Essa deficiência explicaria a dificuldade que as pessoas com transtorno do espectro autista têm em se comunicar e compreender os outros. Embora a maioria dos estudos sobre o sistema de neurônios-espelho e as ondas mu em pessoas com transtorno do espectro autista tenha se concentrado em tarefas motoras simples, alguns cientistas especulam que esses testes podem ser expandidos para mostrar que os problemas com o sistema de neurônios-espelho estão subjacentes a déficits cognitivos e sociais abrangentes.
As magnitudes de ativação de fMRI no giro frontal inferior aumentam com a idade em pessoas com transtorno do espectro autista, mas não em indivíduos com desenvolvimento típico. Além disso, a maior ativação foi associada a maior quantidade de contato visual e melhor funcionamento social. Os cientistas acreditam que o giro frontal inferior é um dos principais correlatos neurais com o sistema de neurônios-espelho em humanos e está frequentemente relacionado a déficits associados ao transtorno do espectro autista. Essas descobertas sugerem que o sistema de neurônios-espelho pode não ser inoperante em indivíduos com transtorno do espectro autista, mas simplesmente anormal em seu desenvolvimento. Essa informação é importante para a presente discussão porque as ondas mu podem estar integrando diferentes áreas de atividade dos neurônios-espelho no cérebro. Outros estudos avaliaram tentativas de estimular conscientemente o sistema de neurônios-espelho e suprimir as ondas mu usando neurofeedback (um tipo de biofeedback administrado por meio de computadores que analisam gravações em tempo real da atividade cerebral, nesse caso EEGs de ondas mu). Esse tipo de terapia ainda está em suas fases iniciais de implementação em indivíduos com transtorno do espectro autista e tem previsões conflitantes de sucesso.

## Interfaces cérebro-computador
As interfaces cérebro-computador (BCIs) são uma tecnologia em desenvolvimento que os clínicos esperam que um dia traga mais independência e autonomia aos portadores de deficiências físicas graves. Essa tecnologia tem o potencial de ajudar a incluir pessoas com paralisia quase total ou total, como aquelas com tetraplegia ou esclerose lateral amiotrófica (ELA) avançada; as BCIs têm o objetivo de ajudá-las a se comunicar ou até mesmo a mover objetos, como cadeiras de rodas motorizadas, neuropróteses ou ferramentas robóticas de preensão. Atualmente, poucas dessas tecnologias estão sendo usadas regularmente por pessoas com deficiências, mas um conjunto diversificado está em desenvolvimento em nível experimental. Um tipo de BCI usa a dessincronização relacionada a eventos (ERD) da onda mu para controlar o computador. Esse método de monitoramento da atividade cerebral aproveita o fato de que, quando um grupo de neurônios está em repouso, eles tendem a disparar em sincronia uns com os outros. Quando um participante é induzido a imaginar um movimento (um “evento”), a dessincronização resultante (o grupo de neurônios que estava disparando em ondas síncronas agora dispara em padrões complexos e individualizados) pode ser detectada e analisada de forma confiável por um computador. Os usuários dessa interface são treinados para visualizar movimentos, geralmente do pé, da mão e/ou da língua, cada um deles em locais diferentes no homúnculo cortical [en] e, portanto, distinguíveis por eletroencefalografia (EEG) ou eletrocorticografia (ECoG) que registra a atividade elétrica no córtex motor. Nesse método, os computadores monitoram um padrão típico de onda mu ERD contralateral ao movimento visualizado combinado com a sincronização relacionada ao evento (ERS) no tecido circundante. Esse padrão emparelhado se intensifica com o treinamento, e o treinamento assume cada vez mais a forma de jogos, alguns dos quais utilizam a realidade virtual. Alguns pesquisadores descobriram que o feedback dos jogos de realidade virtual é particularmente eficaz para fornecer ao usuário ferramentas para melhorar o controle de seus padrões de ondas mu. O método ERD pode ser combinado com um ou mais métodos de monitoramento da atividade elétrica do cérebro para criar BCIs híbridas, que geralmente oferecem mais flexibilidade do que uma BCI que usa um único método de monitoramento.

## História
As ondas mu têm sido estudadas desde a década de 1930 e são chamadas de ritmo de postigo porque as ondas arredondadas da EEG se assemelham a postigos de croquet. Em 1950, Henri Gastaut e seus colegas relataram a dessincronização dessas ondas não apenas durante os movimentos ativos de seus sujeitos, mas também enquanto os sujeitos observavam ações executadas por outra pessoa. Esses resultados foram posteriormente confirmados por outros grupos de pesquisa, inclusive um estudo usando grades de eletrodos subdurais em pacientes epilépticos. Esse último estudo mostrou a supressão das ondas mu enquanto os pacientes observavam partes do corpo em movimento em áreas somáticas do córtex que correspondiam à parte do corpo movida pelo ator. Outros estudos mostraram que as ondas mu também podem ser dessincronizadas ao imaginar ações e ao visualizar passivamente o movimento biológico de luz pontual.

## Ondas cerebrais
- Onda delta - (0,5 - 4 Hz)[34]

- Onda teta [en] - (4 - 7 Hz)

- Onda alfa [en] - (8 - 12 Hz)[35]

- Onda mu - (8 - 13 Hz)[36]

- Ritmo sensório-motor [en] - (12,5 - 15,5 Hz)[37]

- Onda beta [en] - (12,5 - 30 Hz)[38]

- Onda gama [en] - (25 - 140 Hz)[39]